# Kinawit
Le site culturel de Kinawit est une institution muséale et touristique qui se situe à Val-d'Or, dans la région de l'Abitibi-Témiscamingue dans la province de Québec. Ce site historique fait découvrir aux visiteurs la culture autochtone, notamment celle des Anicinabeks.

## Historique
Le Centre d’amitié autochtone de Val-d’Or, un organisme visant à protéger la culture des premiers peuples, devient propriétaire en 2012 du site ou se trouve actuellement le site de Kinawit. Le centre commence la construction de Kinawit en 2014. Le site de Kinawit a été construit dans le but de favoriser le tourisme culturel dans la région. En 2022, Kinawit a modernisé ses installations.

## Exposition
L’exposition de Kinawit a été produite par le Centre d’amitié autochtone de Val d’Or sous le commissariat de la Boîte Rouge vif. Elle présente plusieurs thèmes comme l’exclusion sociale, la transmission des savoirs familiaux et l’espoir d’une cohabitation harmonieuse. L’exposition présente des photographies, des vidéos, des dessins et des objets du quotidien.

## Activités
Kinawit propose la location de multiples tipis et camps rustiques. Il est également possible de louer une salle pour des réunions ou des occasions spéciales. Le site est rempli de sentiers pédestres éclairés et propose plusieurs activités en lien avec la culture autochtone, tel que des contes et légendes autochtones.